# Tabernaklet

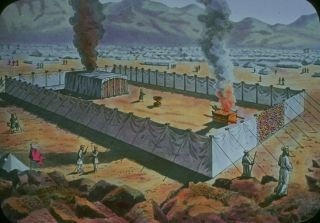
Gamla testamentets tabernakel (1914)

Tabernaklet (latin tabernaculum, skjul, hydda, tält) var den flyttbara helgedom som den judiska förbundsarken förvarades i under ökenvandringens tid och intill dess att templet i Jerusalem uppfördes enligt Gamla Testamentet 2 Mos. Tabernaklet var israeliternas som ett prakttält anordnade nationalhelgedom ("stiftshyddan") under ökenvandringens tid.